# Zygmunt Czyżewski
Zygmunt Czyżewski (ur. 4 października 1910 we Lwowie, zm. 17 stycznia 1998 we Wrocławiu) – polski hokeista i piłkarz.

## Hokeista
Zawodnik grający na pozycji napastnika. Wychowanek Czarnych Lwów, w barwach których w 1935 roku wywalczył mistrzostwo Polski. Po wojnie znalazł się w Łodzi, gdzie bronił barw ŁKS. W 1948 roku opuścił Łódź i udał się do Bydgoszczy, by zasilić szeregi tamtejszego Partyzanta. Zaliczył siedem występów w reprezentacji Polski i dwukrotnie uczestniczył w mistrzostwach świata – w 1939 i 1947 roku.

## Piłkarz
Jako piłkarz reprezentował barwy Czarnych Lwów oraz ŁKS. Dla tych pierwszych w latach 1929–1933 zaliczył 59 spotkań w lidze. Po zakończeniu kariery sportowej szkolił m.in. piłkarzy Arkonii i Pogoni Szczecin oraz Śląska Wrocław.